# Unió Agrària dels Senseterra
La Unió Agrària dels Senseterra (UAS) (en letó: Bezzemnieku agrārā savienība, BAS) fou un partit polític letó, fundat a inicis de la dècada de 1920.
El partit va guanyar tres escons a les eleccions legislatives letones de 1920. Després de les eleccions, fou àmpliament absorbit per la Unió d'Agricultors Letons, però continuà existint com a secció diferenciada dins de la unió. L'any 1925, una escissió de la Unió d'Agricultors es constituí en Nous Agricultors-Partit dels Petits Terratinents, el quan tenia les seves arrels en la UAS. Els membres més radicals de la UAS es mantingueren a la Unió d'Agricultors fins al 1928, any en què també abandonaren el partit per ajuntar-se a NA-PPT. L'any 1931, els membres encara més radicals van abandonar la UAS per fundar un nou partit: l'Associació de Nous Agricultors, que va obtenir dos escons a les eleccions legislatives letones de 1931.

## Resultats electorals
| Any  | Vots   | %    | Escons  | +/- |
| ---- | ------ | ---- | ------- | --- |
| 1920 | 14,078 | 1.98 | 3 / 100 | Nou |